# سكيك (إدلب)
سكيك قرية سورية تقع بالقرب من عطشان، تتبع ناحية التمانعة في منطقة معرة النعمان في محافظة إدلب. بلغ عدد سكانها 848 نسمة في عام 2004 حسب إحصاء المكتب المركزي للإحصاء.